# Circondario di Tuttlingen
Il circondario di Tuttlingen è uno dei circondari dello stato tedesco del Baden-Württemberg.
Fa parte del distretto governativo di Friburgo in Brisgovia.

## Città e comuni
(Abitanti il 31 dicembre 2022)
| Città 1. Fridingen an der Donau (3 116) 2. Geisingen (6 441) 3. Mühlheim an der Donau (3 627) 4. Spaichingen (13 531) 5. Trossingen (17 571) 6. Tuttlingen (37 458) | Comuni 1. Aldingen (7 720) 2. Balgheim (1 290) 3. Bärenthal (495) 4. Böttingen (1 404) 5. Bubsheim (1 451) 6. Buchheim (742) 7. Deilingen (1 916) 8. Denkingen (2 922) 9. Dürbheim (1 713) 10. Durchhausen (1 040) 11. Egesheim (645) 12. Emmingen-Liptingen (4 819) 13. Frittlingen (2 182) 14. Gosheim (3 778) 15. Gunningen (773) 16. Hausen ob Verena (834) 17. Immendingen (6 606) 18. Irndorf (688) 19. Kolbingen (1 276) 20. Königsheim (605) 21. Mahlstetten (812) 22. Neuhausen ob Eck (3 927) 23. Reichenbach am Heuberg (473) 24. Renquishausen (764) 25. Rietheim-Weilheim (2 868) 26. Seitingen-Oberflacht (2 583) 27. Talheim (1 279) 28. Wehingen (3 664) 29. Wurmlingen (3 878) |